# Bertrand H. Snell Lock
Die Bertrand-H.-Snell-Schleuse (eng: Betrand H. Snell Lock) ist eine der sieben Schleusenanlagen des Sankt-Lorenz-Seeweges. Sie befindet sich nahe von Massena im US-Bundesstaat New York und ist eine der beiden von den USA betriebenen Schleusen des Seewegs, während die anderen fünf Schleusen, wie auch die Schleusen des Wellandkanals, von Kanada betrieben werden.

## Geschichte
Die Schleuse wurde als Bestandteil des Seeweges in den 1950er Jahren erbaut. Das US Army Corps of Engineers plante die Anlage und überwachte die Bauausführung. Der Bau selbst erfolgte durch Peter Kiewit Sons Co., Morrison-Knudsen Co., Perini Corp., Utah Construction Co. und die Walsh Construction Co.
Die Schleuse wurde nach dem US-amerikanischen Politiker Bertrand H. Snell benannt.

## Technik
Die Schleusenkammer der Snell-Schleuse hat eine Länge von 233,5 Metern (766 feet), eine Breite von 24,4 Metern (80 feet) und eine Wassertiefe von 9,1 Metern (30 feet) über dem Drempel. Die Schleusenkammer wird am Ober- und Unterhaupt jeweils mit einem Stemmtor verschlossen. Die maximale Schiffsgröße, die die Schleuse passieren kann, beträgt 225,5 Meter Länge (740 feet) und 23,8 Meter (78 feet) Breite.
Seit dem 25. Juni 2019 befindet sich in der Schleusenkammer ein automatisiertes Festmachsystem im Einsatz, bei dem die Schiffe während des Schleusens ohne Festmacherleinen durch saugnapfartige Unterdruckplatten in Position gehalten werden. Die Bereitstellung von Festmachern für den Betrieb mit konventionellen Festmacherleinen ist nur noch auf vorherige Anforderung durch den Schiffsführer oder Lotsen möglich. Gerade bei Fahrgastschiffen mit ihrer großen Zahl Fenstern in der Bordwand ist ein Einsatz des automatischen Festmachsystems allerdings problematisch oder nicht möglich.